# Piotr Starzechowski
Piotr Starzechowski herbu Leliwa (ur. ok. 1474, zm. 1 kwietnia 1554) – duchowny katolicki.
Kanonik poznański (1515), kantor przemyski (1522), wikariusz i oficjał generalny diecezji przemyskiej (1525–1527 i 1536–1540).

## Życiorys
26 kwietnia 1540 mianowany arcybiskupem metropolitą lwowskim. Konsekrowany na biskupa 13 lutego 1541. W 1542 przeprowadził synod archidiecezjalny. Popierał budowę nowych kościołów w archidiecezji.
Zmarł od apopleksji, został pochowany w Lwowskiej katedrze z nadgrobkiem.